# Howard (Ohio)
Howard é um lugar designado pelo censo localizado no condado de Knox no estado estadounidense de Ohio. No Censo de 2010 tinha uma população de 242 habitantes e uma densidade populacional de 417,13 pessoas por km².

## Geografia
Howard encontra-se localizado nas coordenadas 40° 24′ 34″ N, 82° 19′ 39″ O. Segundo a Departamento do Censo dos Estados Unidos, Howard tem uma superfície total de 0.58 km², da qual 0.58 km² correspondem a terra firme e (0%) 0 km² é água.

## Demografia
Segundo o censo de 2010, tinha 242 pessoas residindo em Howard. A densidade populacional era de 417,13 hab./km². Dos 242 habitantes, Howard estava composto pelo 98.35% brancos, o 0% eram afroamericanos, o 0.41% eram amerindios, o 0% eram asiáticos, o 0% eram insulares do Pacífico, o 0% eram de outras raças e o 1.24% pertenciam a duas ou mais raças. Do total da população o 0% eram hispanos ou latinos de qualquer raça.